# Avsatsyxa

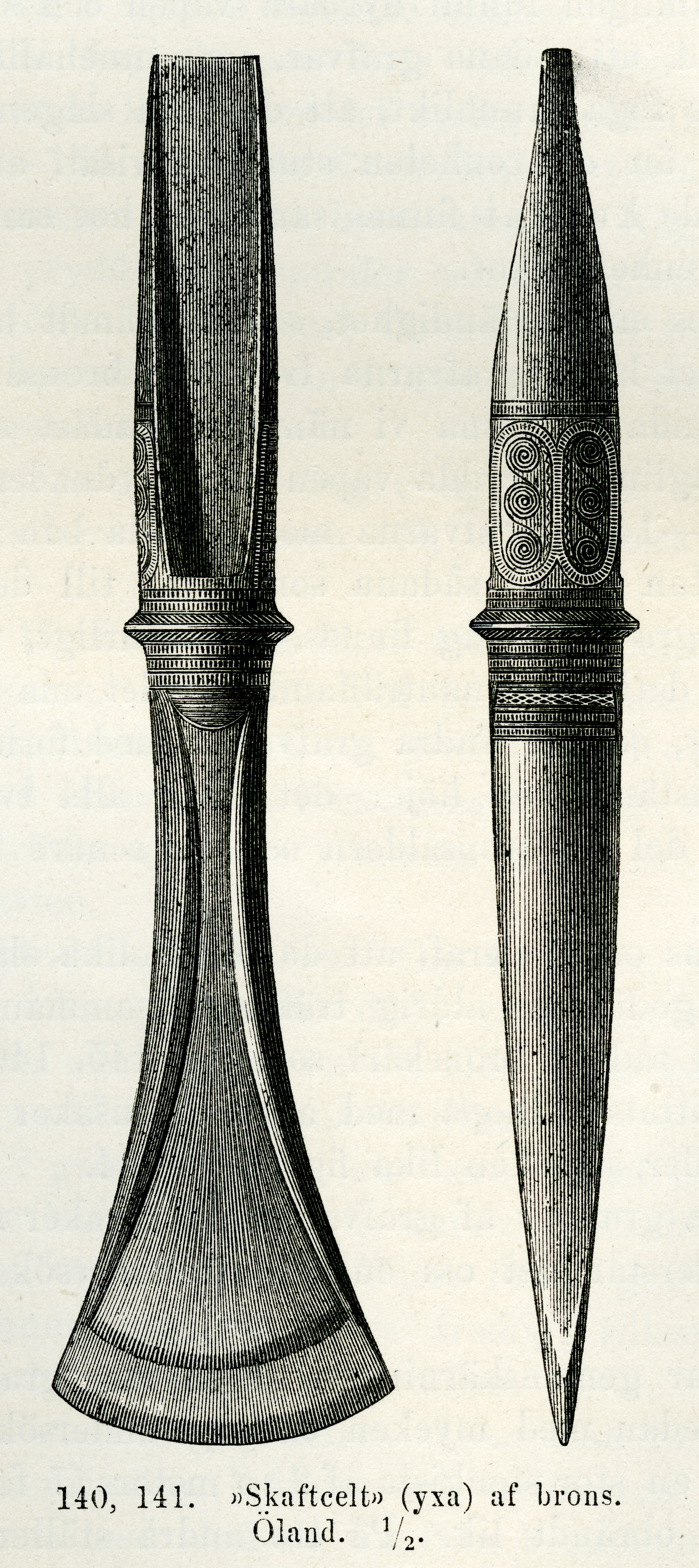
En avsatsyxa av brons från Öland

Avsatsyxa (engelska: palstave, tyska: Absatzbeile) är en bronsyxa som förekom under en tid under äldre bronsålder.  På mitten av yxan finns en avsats avsedd att hindra den vinkelböjda kluvna träskaftsändan från att splittras vid ett kraftigt hugg. 
Karakteristiskt för yxtypen är också den avtunnade nacken vilken ska fästas i ett delat träskaft. Eggen är ofta utsvängd och sidokanterna kan vara ornerade med spiral- eller vinkelmönster.
Den avbildade yxan kallas också pålstav och är en vapenyxa och ett prestigeföremål. De flesta avsatsyxor är enklare. Tidiga yxor har ofta en kant som visar att yxan utvecklats ur kantyxan som får en avsats för  att underlätta skaftningen. Vanliga avsatsyxor var arbetsyxor som kunde användas till många typer av arbete. En avsatsyxa kunde till användes för att klyva stockar till brädor.
Yxorna var tunga och metallkrävande och övergavs senare till förmån för holkyxan eller celten.